# Acanthopharyngoides chitwoodi
Acanthopharyngoides chitwoodi är en rundmaskart som beskrevs av Christian Wieser 1954. Acanthopharyngoides chitwoodi ingår i släktet Acanthopharyngoides och familjen Desmodoridae. Inga underarter finns listade i Catalogue of Life.